# Cerkiew św. Serafina z Sarowa w Pekinie
Cerkiew św. Serafina z Sarowa – cerkiew prawosławna w Pekinie, wzniesiona przez rosyjską misję prawosławną w Chinach. 
W momencie budowy cerkiew była położona poza granicami administracyjnymi miasta, na cmentarzu prawosławnym założonym przez misję. Została zbudowana w 1905. Była budowlą trójdzielną, pozbawioną dzwonnicy. Podobnie jak cerkiew Świętych Nowomęczenników Chińskich w Pekinie łączyła w swojej architekturze elementy tradycyjnie rosyjskie z tymi nawiązującymi do sztuki chińskiej. Wyraźnie trójdzielna, posiadała trzy niewielkie hełmy zwieńczone cebulastymi kopułkami w środku dachu nakrywającego odpowiednio nawę, prezbiterium i przedsionek.
W 1938 w cerkwi przechowywane były szczątki zamordowanych w Ałapajewsku wielkiej księżny Elżbiety Fiodorowny, mniszki Warwary oraz innych osób później kanonizowanych jako nowomęczennicy ałapajewscy. Zostały one następnie przeniesione do cerkwi Świętych Nowomęczenników Chińskich.